# Centrale hydroélectrique de Tchemal
La centrale hydroélectrique de Tchemal est une centrale hydroélectrique située sur la rivière Tchemal, dans le village de Tchemal, dans la république de l'Altaï (Russie). Construite en 1935, elle est mise hors service en 2011. D'importants travaux de rénovation sont en cours pour la remettre en état de marche. 

## Histoire
La centrale hydroélectrique de Tchemal a été construite dans les montagnes de l'Altaï en 1935  par des prisonniers de Siblag - l'administration sibérienne des camps spéciaux. Jusqu'à 700 prisonniers travaillaient sur le chantier.
La centrale électrique est située à quelques centaines de mètres du confluent des rivières Tchemal et Katoun. La puissance de la centrale était inférieure à 460 kW (2 générateurs d'une puissance de 220 kW et 240 kW).
Depuis 2011, après un accident ayant entraîné une inondation de la salle des machines, la centrale a été mise hors service. Après une crue en 2014, une partie du sol du barrage de la rive droite a été emportée.
En 2014-2017, des travaux ont été réalisés pour nettoyer et renforcer le réservoir. Au printemps 2017, 5 millions de roubles ont été alloués à la recherche sur la modernisation de la centrale hydroélectrique de Tchemal. En 2019, les travaux de refonte du barrage hydroélectrique ont commencé, dont l'achèvement est prévu en 2021. Depuis 2020, la zone autour du barrage est clôturée et les travaux sont en cours. En octobre 2023, les travaux n'étaient pas terminés.